# Conquereuil
Conquereuil é uma comuna francesa na região administrativa da Pays de la Loire, no departamento de Loire-Atlantique. Estende-se por uma área de 32,87 km². Em 2010 a comuna tinha 1 133 habitantes (densidade: 34,5 hab./km²).